# Brawn GP
A Brawn GP egy volt brit Formula–1-es csapat, ami a Honda utódjaként vett részt a 2009-es Formula–1 világbajnokságban. A Honda megvételében a Formula–1-es konstruktőrök szövetsége, a FOTA is segített. Versenyzői Jenson Button és Rubens Barrichello, tulajdonosa és csapatfőnöke Ross Brawn volt.
A Brawn GP annak ellenére, hogy Button révén megnyerte az egyéni világbajnokságot, valamint megnyerték a konstruktőri világbajnokságot is, nem volt hosszú életű. A Mercedes 2009. november 16-án bejelentette, hogy megveszi a csapat 75,1%-át, így Mercedes Grand Prix néven átalakult.

## 2009

### Szezon előtti tesztek

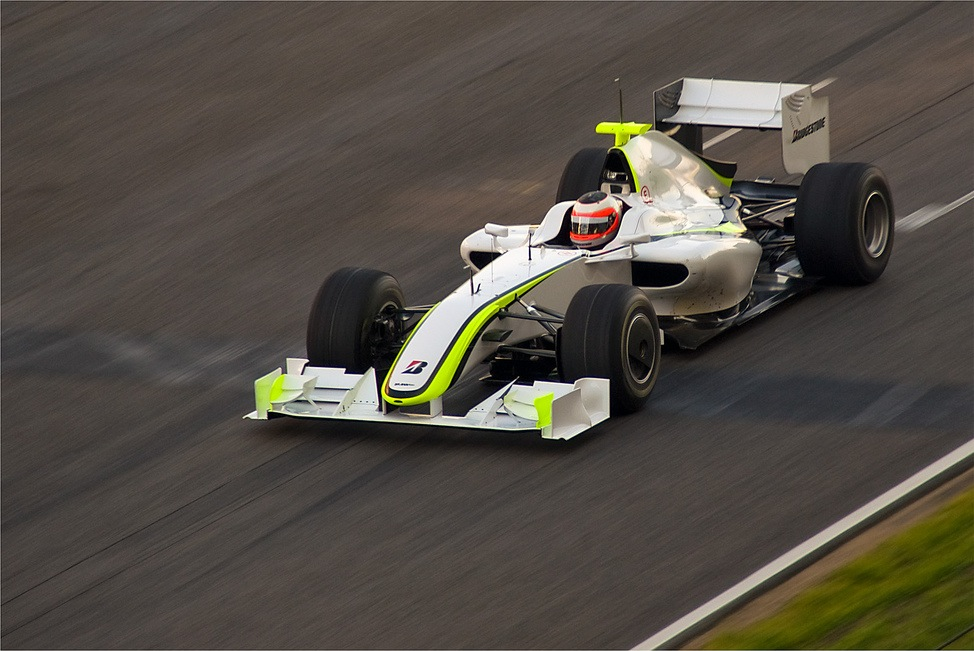
Rubens Barrichello egy szezon előtti teszten

Bár a Honda még 2008-ban bejelentette kivonulását a sportágból, a 2009-es autó már megkezdett fejlesztése nem állt le. Így amikor biztossá vált, hogy lesz befektető, a tesztelés is megkezdődhetett. Az új autót március 6-án a gyárhoz közeli Silverstone-ban; valamint az utolsó kollektív teszten március 9 és március 12. között a Barcelonában vitték pályára, ahol meglepően jól szerepelt: A harmadik napon Jenson Button, az utolsón pedig Rubens Barrichello révén az első helyen végeztek, a négy nap legjobb idejét elérve.

### A világbajnokság
A teszteredmények jó szereplést vetítettek előre az idénynyitó ausztrál nagydíjra. A versenyhétvége előtt fölmerült, hogy a Brawn GP (a Toyotával és a Williamsszel együtt) szabálytalan diffúzort használ, ezért előbb a BMW Sauber, majd a Ferrari, a Renault és a Red Bull is panaszt nyújtottak be az FIA-hoz. A nagydíj előtti gépátvételen azonban szabályosnak találták a kifogásolt alkatrészt. Az ausztrál nagydíj hétvégéjén jelentették be azt is, hogy a Brawn GP főszponzora a 2009-es évben a Virgin-csoport.
Az ausztrál nagydíj kiválóan indult a csapat számára: a szabadedzéseken az élmezőnyben végeztek, az időmérő edzésen pedig megszerezték az első sort, Button, Barrichello sorrendben és ugyanilyen sorrendben meg is nyerték a futamot.
A maláj nagydíjon szintén az első helyről indulhatott Jenson Button, aki meg is nyerte a futamot. Barrichello a 8. helyről indulva az ötödik helyet szerezte meg.
A kínai nagydíjon már nem sikerült a Brawn GP-nek megszereznie az első rajthelyet, Barrichello a negyedik, míg Button az ötödik helyről indulhatott. A versenyen azonban a harmadikként beérkezett Button ismét jobban végzett a negyedik helyezett Barrichellónál.
Bahreinben Button a 4. helyről rajtolva győzött, és ezzel tovább növelte előnyét a világbajnokságban, csapattársa pedig a hatodik helyről indulva lett az ötödik.

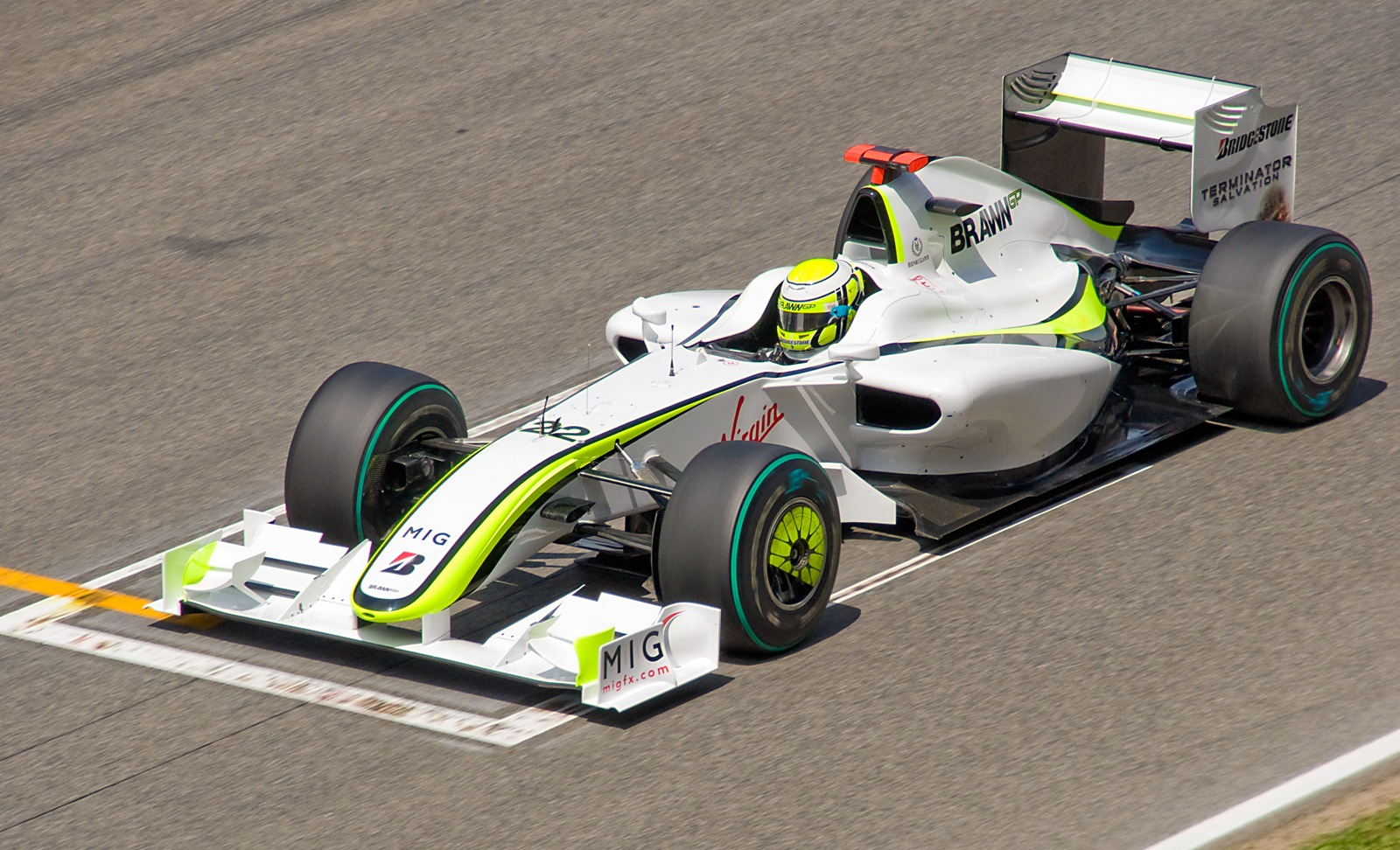
Jenson Button a Spanyol nagydíjon

Spanyolországban Button az élről rajtolva megszerezte a Brawn GP negyedik, pályafutása ötödik győzelmét, a brazil Rubens Barrichello pedig a harmadik helyről rajtolva lett a második. Mögöttük a két Red Bullos autó végzett, ezzel jelezve, hogy a konstruktőri világbajnoki cím valószínűleg közöttük fog eldőlni.
Monacóban megint Button diadalmaskodott, rajt-cél győzelmet szerezve, Barrichello pedig ismét második lett.
Törökországban Button a második helyet szerezte meg az időmérő edzésen, a futamon pedig az első lett, Barrichello pedig kiesett a versenyből. A Brawn GP történetében először fordult elő, hogy az egyik autó nem ért célba.
A brit nagydíj volt az első, hogy Button nem állhatott fel a dobogóra a Brawn GP-vel, a hatodik helyet szerezte meg, Barrichello pedig a harmadik lett.
A német nagydíjon, ahol Mark Webber megszerezte élete első Formula–1-es pole pozícióját és győzelmét, a két Brawn autó az 5. és a 6. helyen ért célba, Button-Barrichello sorrendben.
Magyarországon a Brawn GP a szokásosnál rosszabbul szerepelt, csak Button érkezett be pontszerző helyen, hetedikként.
A Valenciában megrendezett európai nagydíjon öt év után, a 2004-es kínai nagydíj óta Barrichello először nyert Formula–1-es futamot, csapattársa, Button pedig ismét csak a hetedik helyet szerezte meg.

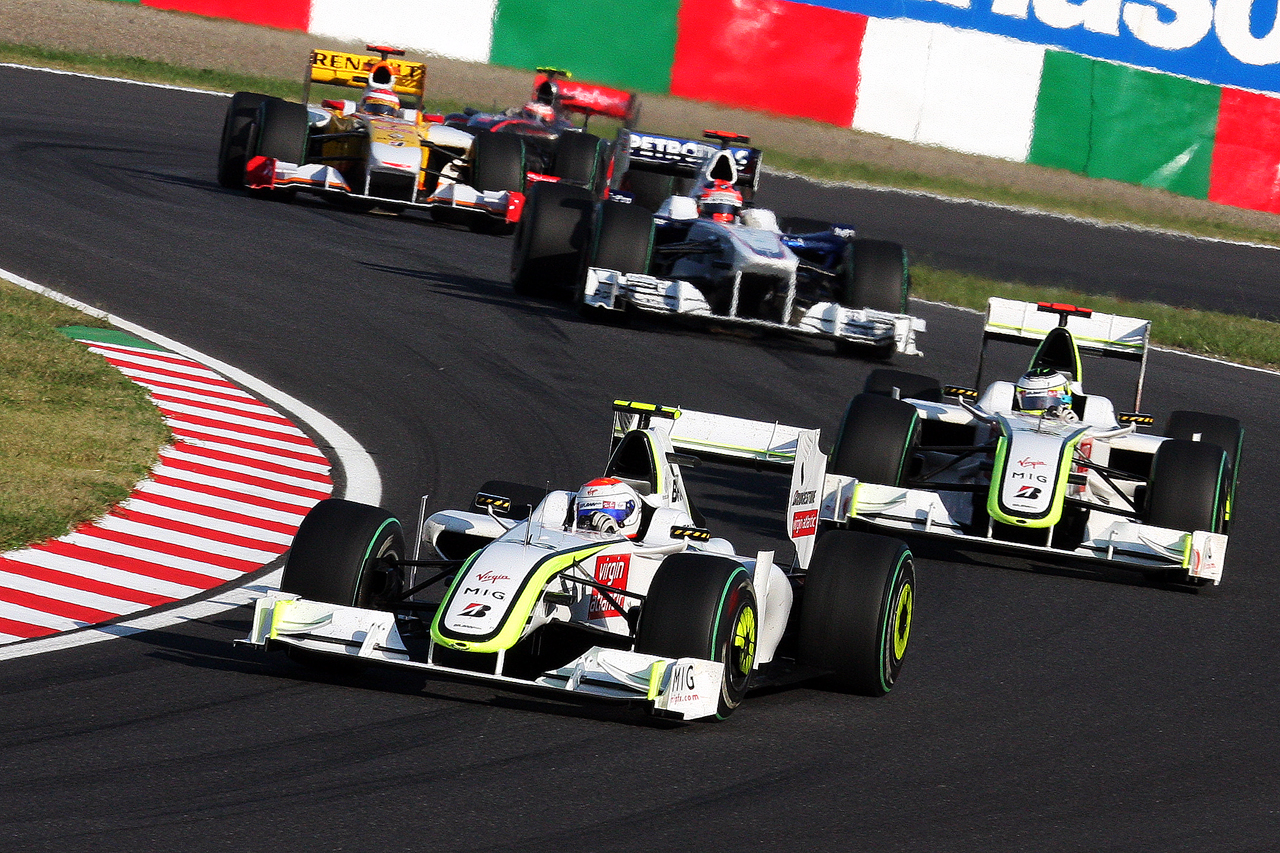
Barrichello és Button a japán nagydíjon

A belga nagydíj időmérőjén, amit nagy meglepetésre a Force Indiás Giancarlo Fisichella nyert meg, Barrichello a 4., Button pedig a 14. helyet szerezte meg. A verseny első körében, egy balesetnek köszönhetően Button kiesett, ami az idényben először fordult vele elő. Barrichello a két pontot érő hetedik helyen végzett, amivel ismét faragott a hátrányából Buttonnal szemben.
A olasz nagydíj hosszú idő után ismét kettős győzelmet hozott az istállónak, amely iránt élénken érdeklődni kezdett a motorbeszállító Mercedes is. Zseniális versenytaktikával, az 5-6. helyről rajtolva előzték meg a két boxkiállás miatt hátrányba kerülő, időmérőn könnyebb autókat, és Barrichello pályafutása 11. futamgyőzelmét ünnepelhette, miközben második helyével Button is fontos pontokat szerzett a világbajnoki pontversenyben.
A szingapúri nagydíjon nem sok jó várt a csapatra. Button az időmérőn már a Q2-ben elvérzett, míg Barrichello ugyan továbbjutott, de csak az ötödik helyet szerezte meg, amihez még öthelyes rajtbüntetés is hozzájárult váltócsere miatt, nem beszélve, hogy az etap végén összetörte autóját. A futamon végül Button 5., Barrichello 6. helyen ért célba.
A japán nagydíjon szintén csak a középmezőnyből vághatott neki a két fehér autó a mezőnyből. A futamon Barrichello a 7., Button a 8. helyen ért célba. A nagy rivális Vettel ugyan megnyerte a futamot, de a konstruktőri bajnokságban a szinte behozhatatlan 35,5 pontos előnyre tett szert a csapat.
Brazíliában kaotikus körülmények között Barrichello megszerezte a pole pozícióját a hazai futamán, míg Button és Vettel csak a mezőny végéről indulhatott. A futamon végül a sérült Felipe Massa Webbert intette le elsőként, és Vettel is Button előtt ért célba, de mind ő, mind pedig a csapat behozhatatlan előnyre tett szert riválisaival szemben.
Az eseménytelen első, immáron tét nélküli abu-dzabi nagydíjon a Red Bull kettős győzelmet szerzett Vettel-Webber sorrendben, míg Button és Barrichello a 3.-4. helyen búcsúztatta a Brawn nevet a Formula–1-ből.

### Felvásárlása
2009. november 16-án – látván a csapat sikereit – bejelentették, hogy a Mercedes-Benz felvásárolta a csapat 75,1%-át, és Mercedes Grand Prix néven vettek részt a 2010-es évadban. Az egyik versenyzője a csapatnak az ex-williamses Nico Rosberg lett, míg csapattársa honfitársa, a rekordbajnok Michael Schumacher. Button a McLarenhez, míg Barrichello Rosberg helyére a Williamshez igazolt.

## Eredmények a Formula–1-ben

### Összefoglaló
| Szezon | Név                       | Modell        | Gumi | Motor       | Üzemanyag | Versenyzők                       | Helyezés               |
| ------ | ------------------------- | ------------- | ---- | ----------- | --------- | -------------------------------- | ---------------------- |
| 2009   | Brawn GP Formula One Team | Brawn BGP 001 | B    | Mercedes V8 | Mobil     | Jenson Button Rubens Barrichello | Világbajnok (172 pont) |

### Teljes Formula–1-es eredménysorozata
(Táblázat értelmezése)

(Félkövér: pole-pozícióból indult; dőlt: leggyorsabb kört futott) 

| Év   | Modell  | Motor                  | Gumi | Versenyzők         | 1   | 2   | 3   | 4   | 5   | 6   | 7   | 8   | 9   | 10  | 11  | 12  | 13  | 14  | 15  | 16  | 17  | Pont | Helyezés |
| ---- | ------- | ---------------------- | ---- | ------------------ | --- | --- | --- | --- | --- | --- | --- | --- | --- | --- | --- | --- | --- | --- | --- | --- | --- | ---- | -------- |
| 2009 | BGP 001 | Mercedes FO108W 2.4 V8 | B    |                    | AUS | MAL | CHN | BHR | ESP | MON | TUR | GBR | GER | HUN | EUR | BEL | ITA | SIN | JPN | BRA | UAE | 172  | 1.       |
| 2009 | BGP 001 | Mercedes FO108W 2.4 V8 | B    | Jenson Button      | 1   | 1   | 3   | 1   | 1   | 1   | 1   | 6   | 5   | 7   | 7   | Ki  | 2   | 5   | 8   | 5   | 3   | 172  | 1.       |
| 2009 | BGP 001 | Mercedes FO108W 2.4 V8 | B    | Rubens Barrichello | 2   | 5   | 4   | 5   | 2   | 2   | Ki  | 3   | 6   | 10  | 1   | 7   | 1   | 6   | 7   | 8   | 4   | 172  | 1.       |

## Rekordok
A Brawn GP a Formula–1 történetének legsikeresebb csapata volt. Első és egyetlen évében az egyéni és a konstruktőri bajnokságot is megnyerték.
- Kettős győzelem debütáló versenyen (Mercedesszel osztozva), Ausztrália 2009
- 4 kettős győzelem debütáló évben
- Legmagasabb győzelmi arány (47,8% - futamgyőzelmek/összfutam)
- Legmagasabb konstruktőri bajnoksági győzelem arány (100%, 1/1)

## A médiában
2023. november 15-én egy négyrészes dokumentumfilmet mutattak be "Brawn: A lehetetlen Formula-1 sztori" címmel a Disney+ streamingszolgáltatón, Keanu Reeves narrálásával, több egykori dolgozó szerepeltetésével.

## Külső hivatkozások
- Hivatalos weboldal
- Brawn GP Formula-1 portál

| Előző világbajnok: Ferrari | Formula–1-es világbajnok 2009 | Formula–1-logó | Következő világbajnok: Red Bull Racing |